# Jean Clouet
Jean (o Janet) Clouet (1480 - 1541) miniaturista i pintor que va desenvolupar la seva tasca a França durant el Renaixement. Va ser el pare de François Clouet.
Clouet va néixer a França el 1480, D'una Famila humil. El primer esment de l'artista en la cort francesa està documentat el 1516, en el segon any del regnat de Francesc I. Pel que sembla el seu veritable nom era Clowet, afrancesant-lo després de la seva estada durant diversos anys a Tours. Va ser en aquesta ciutat on es va casar amb la filla d'un joier.
El 1529 està documentada la seva presència a París. El seu germà, conegut com a Clouet de Navarra, va estar al servei de Margarida d'Angulema, germana de Francesc I. Jean Clouet va pintar el retrat del conegut científic Oronce Finé el 1530, quan el retratat tenia trenta-sis anys. Lamentablement l'obra ha desaparegut. No obstant això el retrat més famós del pintor és el que va realitzar del monarca i que es pot contemplar en el Louvre.